# 15-й армійський корпус (Україна)
15-й армійський корпус (15 АК) — оперативно-тактичне об'єднання Сухопутних військ Збройних сил України.

## Історія

### Передумови
З кінця 2024 року обговорювався перехід ЗСУ на корпусну систему. На початку 2025 року ці зміни почали втілюватися.

### Створення
4 липня 2025 року повідомлялося, що військовослужбовці 15-го армійського корпусу знищили російський прапор, встановлений диверсійно-розвідувальною групою РФ біля пункту пропуску Грем'яч на Чернігівщині.